# Johann Peter Gustav Lejeune Dirichlet
Pour les articles homonymes, voir Dirichlet (homonymie).
Johann Peter Gustav Lejeune Dirichlet (13 février 1805, Düren – 5 mai 1859, Göttingen) est un mathématicien prussien qui apporta de profondes contributions à la théorie des nombres, en créant le domaine de la théorie analytique des nombres et à la théorie des séries de Fourier. On lui doit d'autres avancées en analyse mathématique. On lui attribue la définition formelle moderne d'une fonction.

## Biographie

### Patronyme
Gustav Lejeune Dirichlet naît le 13 février 1805 à Düren, fils d'Anna Élisabeth Lindner et de Johann Arnold Lejeune Dirichlet, maître de poste et commerçant. Le grand-père paternel de Gustav a émigré à Düren depuis Richelle, où il rencontre sa future femme et s'installe définitivement. Le nom « Dirichlet », qui ne semble pas venu des terres germanophones, rappelle en patois wallon son origine, « de Richelle », la localité wallonne. La famille Dirichlet s'agrandissant, il a fallu différencier les générations, et c'est ainsi qu'on commence à utiliser le nom « jeune Dirichlet » ou « junge Dirichlet » pour désigner les nouveaux membres et les distinguer du grand-père, le vieux Dirichlet. Cette pratique linguistique a donné au grand mathématicien son nom complet Johann Peter Gustav Lejeune Dirichlet.

### Jeunesse (1805-1822)
Le jeune Dirichlet, cadet d'une fratrie de sept enfants, est élevé au sein d'une famille cultivée et aisée, ce qui lui permet de suivre des études — non sans sacrifices de la part de ses parents — qui, à l'époque ne sont pas ouvertes à tous. Sa mère, intelligente, ne tarde pas à percevoir les capacités de l'enfant, et son père n'hésite pas à financer sa coûteuse éducation. Le jeune Gustav commence ses études à l'école primaire à un moment de profonde réorganisation du système éducatif prussien. Lorsque l'école primaire s'avère insuffisante pour le jeune élève, ses parents le placent dans une école privée où, parmi les matières, il étudie le latin, afin de se préparer pour l'école secondaire ou Gymnasium. Si Dirichlet ne brille pas en latin, il excelle en mathématiques, qui devient sa passion. Il n'a pas encore douze ans lorsqu'il achète et lit des livres de mathématiques, jusqu'à les comprendre. Devant les dispositions de leur fils, ses parents mobilisent tous les moyens à leur disposition pour payer ses études. En 1817, ils accompagnent leur fils à Bonn, où ils le confient à un proche de la famille, le théologien et philosophe Peter Joseph Elvenich, un brillant étudiant en philosophie et langues anciennes, catholique comme eux, nouvel enseignant au Beethoven Gymnasium de la ville. Elvenich ne doit guère superviser le jeune Dirichlet et tous les deux entretiennent des relations courtoises et cordiales pendant tout le séjour. En 1820, Dirichlet entre au Gymnasium jésuite de la ville de Cologne, où il montre un intérêt particulier pour les mathématiques et a la chance de rencontrer le physicien et mathématicien Georg Ohm, alors professeur au Gymnasium. Sous la direction d'Ohm, Dirichlet progresse rapidement et lit chez lui tous les textes de mathématiques sur lesquels il peut mettre la main, atteignant ainsi un niveau de connaissances peu habituel pour son jeune âge, sur tout ce que l'on sait alors des mathématiques. Il ne passe qu'un an au Gymnasium de Cologne, à l'issue duquel il obtient son certificat scolaire et cesse donc d'assister aux cours. Mais il ne réussit pas l'abitur, car il n'est pas capable de tenir une conversation en latin. Il a alors seize ans et un excellent bagage mathématique,.

### Études à Paris (1822-1826)
Dirichlet convainc ses parents de soutenir ses études de mathématiques, bien qu'ils souhaitent le voir embrasser une carrière de juriste. Comme les conditions d'étude de cette matière en Prusse n'étaient pas comparables à celles de France, les parents de Peter Gustav décident de l'y envoyer. C'est ainsi qu'en mai 1822 Dirichlet part étudier à Paris. Il y suit des cours au Collège de France et à la Faculté des sciences, où il assiste à des conférences de professeurs tels que Sylvestre-François Lacroix, Jean-Baptiste Biot, Jean Nicolas Pierre Hachette ou Louis-Benjamin Francœur, tout en entreprenant la lecture personnelle des Disquisitiones Arithmeticae livre qu'il lira et relira inlassablement toute sa vie. Sa soif d'apprendre est insatiable et il demande aussi à assister à des cours de l'École polytechnique, mais le chargé d'affaires prussien à Paris lui répond que ce n'est pas possible. Il passe l'année universitaire 1822-1823 plongé dans ses études. À l'été 1823, il est recommandé au général Foy, qui l'embauche comme professeur d'allemand pour ses enfants, avec à la clé un salaire lui permettant enfin de se libérer de la tutelle financière de ses parents. Grâce à son sens de la conversation, Dirichlet est rapidement considéré comme un membre de la famille, ce qui lui permet de découvrir la vie sociale de l'élite parisienne. Il se sent bientôt à son aise dans le monde académique parisien et commence à collaborer avec certains de ses professeurs, qui profitent de sa connaissance de l'allemand. Sa première œuvre véritablement académique est une traduction vers le français d'un article sur l'hydrodynamique,,.
Sa première recherche, à savoir la démonstration du dernier théorème de Fermat pour le cas n = 5, lui vaut une renommée immédiate, car c'est la première avancée dans la démonstration de ce célèbre théorème depuis celle de Fermat du cas n = 4 et celle d'Euler du cas n = 3. Le 11 juillet 1825, il est invité à donner sa première conférence à l' Académie des sciences, avant même d'avoir publié et sans être en possession d'un diplôme universitaire. Son exposé est un succès, la démonstration, quoique partielle, sera corrigée plus tard par lui-même, et par l'un de ses évaluateurs, Adrien-Marie Legendre. En 1832, le jeune Allemand franchit une nouvelle étape : alors qu'il tente de démontrer le cas  n = 7, il réussit à démontrer qu'il n'existe aucune solution pour n = 14. Ses échanges avec certains des académiciens comptant parmi les plus brillants contribuent à améliorer sa vision des mathématiques et lui font découvrir les méthodes de travail des grandes figures de l'époque. Il discute notamment  avec des mathématiciens reconnus tels que Fourier et Poisson, ce qui éveille son intérêt pour la physique mathématique. Sa rencontre avec Fourier et l'étude de sa Théorie analytique de la chaleur influenceront ses travaux ultérieurs, avec parmi eux la démonstration de la convergence des séries de Fourier.
À la mort du général Foy en novembre 1825, il perd son protecteur, et son travail de répétiteur va bientôt toucher à sa fin. Grâce aux recommandations de Fourier et de Poisson, il entre en  contact avec Alexander von Humboldt. Le jeune Dirichlet l'impressionne et il n'hésite pas à lui offrir son aide, notamment lorsque Dirichlet lui confie son intention de retourner vers sa Prusse natale, si cela peut lui permettre d'obtenir un poste. Humboldt le soutient et lui explique qu'il tente de faire de Berlin un centre de recherche sur les mathématiques et les sciences naturelles. Afin de s'assurer un maximum de soutien, Dirichlet adresse le 14 mai 1826 une missive au ministre prussien de l'Éducation, Karl von Altenstein, contenant une demande, une réimpression de ses mémoires sur le dernier théorème de Fermat et une lettre de recommandation de von Humboldt, vieil ami du ministre. Il ajoute à ses lettres une copie de ses mémoires sur le problème de Fermat et une copie de sa traduction de l'œuvre d'Eytelwein, en plus d'une autre recommandation de von Humboldt. Enfin, le 26 mai 1826, il adresse à Carl Friedrich Gauss une lettre, accompagnée de ses mémoires sur le problème de Fermat et d'une autre lettre de recommandation de von Humboldt. Le 13 septembre 1826, Gauss lui écrit sur un ton paternel, exprimant sa satisfaction d'avoir reçu « une lettre du secrétaire de l'Académie de Berlin. J'ai bon espoir que l'on vous propose bientôt un poste à votre hauteur dans votre patrie ». Optimiste, Dirichlet retourne à Düren pour y attendre la suite des événements,.

### Retour en Prusse (1825-1828)
Grâce au soutien de Humboldt et de Gauss, Dirichlet se voit offrir un poste d'enseignant à l'Université de Breslau. Cependant, n'ayant pas encore soutenu de thèse de doctorat, il soumet un mémoire sur le théorème de Fermat en vue de l'obtention d'une thèse à l'Université de Bonn. A nouveau, son manque de maîtrise du latin le rend incapable de la défendre publiquement. Après de longues discussions, l'université décide de contourner le problème en lui décernant un doctorat honorifique en février 1827. De plus, le ministre de l'Éducation, Karl von Altenstein insiste pour qu'il occupe sans tarder le poste vacant de Breslau. Il quitte Düren pour rejoindre Breslau afin d'assumer ses fonctions et en profite pour passer par Göttingen, où il rencontre le 18 mars 1827, Gauss , qui le reçoit en toute amitié. Puisqu'il enseigne à Breslau en tant que Privat-docent, il s'attache à obtenir l'habilitation qui lui permettra d'être reconnu en tant que professeur universitaire. Selon les normes en vigueur, il doit remplir trois conditions : donner une conférence test, écrire une thèse — Habilitationsschrift — en latin et la défendre lors d'un oral public en latin. Dirichlet remplit la première condition sans aucune difficulté, le thème de la conférence étant la démonstration de Lambert sur l'irrationalité du nombre pi. Pour remplir la seconde condition, Dirichlet écrit une thèse sur un problème théorique, qui sera imprimée début 1828 et envoyée au ministre Altenstein. La troisième condition pose un problème insurmontable à Dirichlet, incapable de parler couramment latin. Il décide finalement d'écrire au ministre pour lui demander d'être dispensé de la défense orale de sa thèse. Sa demande est accordée, ce qui provoque la colère de certains membres de la communauté universitaire. Une fois ces conditions remplies, Dirichlet est promu au rang des professeurs associés. Il semble qu'il ne se soit jamais senti à l'aise à Breslau, où il n'a pas la possibilité d'échanger des points de vue avec des chercheurs prestigieux comme ceux qu'il a connus à Paris. Néanmoins, on dispose de nombre de témoignages de collègues qui le tiennent en haute estime,.
En Allemagne, c'est Gauss qui initie les sujets de recherche et les modes. Aussi ses résultats sur les résidus biquadratiques enthousiasment-ils  Dirichlet et Jacobi, alors professeur à Université de Königsberg, en Prusse-Orientale. Les deux mathématiciens tentent de trouver leurs propres  démonstrations des résultats de Gauss, ce qui les mène à de nouvelles découvertes. Tandis que Dirichlet continue ses recherches sur la théorie des nombres, publiant des contributions importantes sur la loi de réciprocité quadratique, Alexander von Humboldt profite de ces résultats, qui ont enthousiasmé Friedrich Bessel, pour organiser son transfert à Berlin. En septembre 1828, au cours de la réunion de la septième assemblée de l'Association allemande des scientifiques et médecins, organisée par Humboldt, qui réunit plus de 600 participants venus de Prusse et de l'étranger, Humboldt présente Dirichlet à l'élite intellectuelle et politique berlinoise. Compte tenu du jeune âge de Dirichlet — il a vingt-trois ans à l'époque — Humboldt ne peut que lui obtenir une invitation provisoire à l'Académie de guerre de Prusse. Il y percevra un salaire de 600 thalers et recevra une dérogation d'un an pour honorer ses engagements vis-à-vis de l'Université de Breslau. Il réussit sans problème à passer sa période d'essai et obtient à la fin de celle-ci un contrat permanent. L'université de Breslau proroge immédiatement son autorisation et Dirichlet ne doit plus y retourner. Il commence à enseigner à l'Académie militaire le 1er octobre 1828, et s'efforçant de maintenir un contact avec le monde universitaire, effectue les démarches pour pouvoir compléter son travail de professeur à l'Académie avec un poste de conférencier à l'université Humboldt de Berlin. Sa demande est acceptée et, en 1831, il est officiellement transféré à la faculté de philosophie, avec comme obligation supplémentaire de continuer à enseigner à l'Académie militaire. Toutefois, son parcours présente quelques singularités qui le discréditent quelque peu. La faculté lui demande une nouvelle habilitation, à laquelle il se soumet en écrivant l'habilitationsschrift, mais repousse de vingt ans la conférence obligatoire en latin, qui aura finalement lieu en 1851. Malgré tout, en 1831, il est nommé membre de l'Académie royale des sciences de Prusse et entre en fonction l'année suivante, avec le grade de professeur titulaire, devenant à vingt-sept ans le plus jeune membre de l'Académie,.

### Berlin (1828-1855)

#### Académie de guerre de Prusse
Dirichlet enseigne à l'Académie de guerre de Prusse durant vingt-six ans, de son arrivée à Berlin en 1828 jusqu'à sa mutation à Göttingen en 1855. Les premières années, il prend un réel plaisir à enseigner et s'avère un excellent professeur. Même si le calcul différentiel et le calcul intégral ne font pas partie du programme, il demande à ce qu'ils soient introduits. En seulement quelques années, il réussit à élever le niveau d'instruction en se servant de l'analyse supérieure et de ses applications pour résoudre les problèmes de mécanique du cursus. Ses cours à l'Académie militaire ne seront interrompus qu'à deux reprises : lors de son voyage en Italie, de 1843 à 1845, et après la révolution de mars 1848 à Berlin, où l'institution ferme ses portes durant un temps. Lorsque l'Académie rouvre ses portes, les officiers, qui appartiennent généralement à la noblesse, font preuve d'un nouvel esprit réactionnaire qui va à l'encontre de ses convictions libérales. Son désir de quitter son poste ne fait donc que croître,.

#### Le temps du bonheur à Berlin

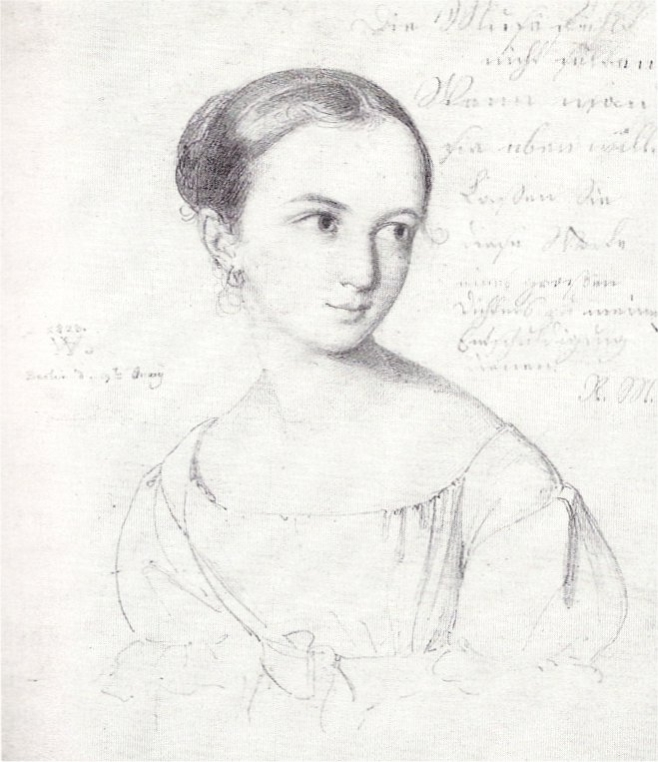
Dirichlet a été marié en 1832 à Rebecka Mendelssohn. Ils ont eu deux enfants, Walter (né en 1833) et Flora (née en 1845). Dessin de Wilhelm Hensel, 1823.

Alexander von Humboldt amène un jour Dirichlet chez Abraham et Léa Mendelssohn Bartholdy, dont la demeure est le point de rassemblement hebdomadaire des artistes et des scientifiques berlinois, parmi lesquels Felix Mendelssohn, Fanny Mendelssohn et Wilhelm Hensel, respectivement fils, fille et gendre d'Abraham, les deux premiers étant des musiciens exceptionnels, et le troisième, un peintre. Dirichlet montre un grand intérêt pour Rebecka Mendelssohn, la fille d'Abraham, qu'il épouse en 1832 et de laquelle naît leur premier fils, Walter, le 2 juillet 1833. Le couple s'installe dans un appartement de la maison de famille Mendelssohn, où ils demeureront durant plus d'une décennie,.

#### Enseignant et chercheur convivial
Dirichlet a une bonne réputation auprès de ses étudiants qui apprécient la clarté de ses explications, la qualité de son enseignement, et la modernité des thèmes de ses conférences qui portent souvent sur les domaines les plus avancés de ses recherches, à savoir la théorie des nombres, l'analyse et la physique mathématique. Il dirige les thèses de mathématiciens allemands importants, comme Gotthold Eisenstein, Leopold Kronecker, Rudolf Lipschitz et Carl Wilhelm Borchardt, tout en influençant la formation mathématique de nombreux autres scientifiques, comme Elwin Bruno Christoffel, Wilhelm Weber, Eduard Heine, Ludwig von Seidel et Julius Weingarten. Cependant, avec le temps, il commence à sentir que sa double charge d'enseignement à l'Académie militaire et à l'université, lui pèse et l'empêche de se consacrer à la recherche autant qu'il le souhaiterait.
La grande demeure des Mendelssohn à Berlin déborde toujours de joie. Elle est connue dans toute la ville pour ses grandes fêtes, ses discussions agréables et surtout sa délicieuse musique. Durant son séjour à Berlin, Dirichlet entre en contact avec d'autres mathématiciens. Ainsi, en 1829, durant un voyage à Halle, il rencontre Carl Jacobi, alors professeur de mathématiques à l'Université de Königsberg. Au fil des ans, ils continuent à correspondre sur des questions de recherche, devenant ainsi des amis proches. Durant l'été 1839, lors d'une visite à Paris, Dirichlet rencontre Joseph Liouville lors d'un dîner chez Cauchy. À partir de cette date, leurs échanges se font plus fréquents et ils ne tardent pas à devenir de grands amis, échangeant une correspondance scientifique régulière. Au cours des années suivantes, Liouville se charge également de publier dans la revue Journal des mathématiques pures et appliquées, qu'il avait fondée et qu'on appelle également Journal de Liouville, des traductions françaises de bon nombre d'articles de Dirichlet. C'est ainsi que grandit l'amitié entre les deux familles et que les Dirichlet rendent visite aux Liouville à Toul durant l'automne 1853 et en mars 1856,.
En 1839, Jacobi envoie à Dirichlet un article d'Ernst Kummer, à l'époque encore instituteur. Réalisant le potentiel de Kummer, ils l'aident à se faire élire à l'Académie de Berlin et, en 1842, obtiennent pour lui un poste de professeur à l'Université de Breslau,
En 1843, Jacobi est diagnostiqué diabétique par son médecin, qui lui conseille de se reposer au maximum. Dirichlet se rend à Königsberg pour l'aider, puis obtient pour lui une consultation du médecin personnel du roi Friedrich Wilhelm IV. Ce médecin recommande à Jacobi de séjourner quelque temps en Italie, mais Jacobi ne peut se permettre de cesser de travailler et encore moins de financer un tel voyage. Dirichlet, avec l'aide de son ami  von Humboldt persuade le roi d'offrir généreusement 2 000 thalers à Jacobi, et obtient l'autorisation de quitter Berlin durant dix-huit mois, afin de pouvoir accompagner son ami et de l'aider à récupérer. À l'automne 1843, Jacobi et la famille Dirichlet partent pour l'Italie.
Ludwig Schläfli, mathématicien autodidacte, les y accompagne, en tant qu'interprète. Dirichlet et Jacobi complètent sa formation, si bien qu'il deviendra un mathématicien professionnel. La famille Dirichlet rentre à Berlin au printemps 1845, après la naissance de leur fille Flora au mois de février. En 1844, à son retour d'Italie, Jacobi a obtenu son transfert de Königsberg à l'Académie des sciences de Berlin. Dirichlet tombe malade en Italie, de sorte qu'il doit demander à deux reprises de prolonger son autorisation à cause de sa santé fragile. Jacobi le remplace alors à l'Académie militaire et à l'université de Berlin. En 1846, lorsque l'Université de Heidelberg tente de recruter Dirichlet, Jacobi souffle à von Humboldt des arguments à donner au ministre pour améliorer les conditions de vie de leur ami dans la capitale. Pour le dissuader d'accepter son transfert à l'université de Heidelberg, il reçoit une augmentation de 700 thalers, percevant désormais 1 500 thalers annuels. Il décide de rester dans la capitale. Cependant, ne recevant toujours pas un traitement complet de professeur, il continue à donner cours à l'Académie militaire,.
En 1849, Dirichlet participe, avec son ami Jacobi, à la célébration du jubilé de Gauss. En 1851, il s'acquitte de l'obligation de fournir un programme écrit et donner une conférence en latin, pour obtenir l'habilitation définitive en tant que professeur d'université. Il donne la conférence intitulée De formarum binarium secundi gradus compositione. Carl Friedrich Gauss insiste pour que Dirichlet soit le principal candidat à la croix Pour le mérite, qui lui est finalement accordée en 1855.

### Göttingen (1855-1859)
Malgré la compétence de Dirichlet et les honneurs qu'il reçoit, et même si, en 1851, il a finalement rempli toutes les conditions exigées du professorat, sa nomination à l'université traîne, l'empêchant de quitter l'Académie militaire. En 1855, à la mort de Gauss, l'Université de Göttingen doit combler la chaire du « prince des mathématiciens » et le choix est unanime :  Dirichlet sera son successeur. Compte tenu des difficultés rencontrées à Berlin, celui-ci décide d'accepter immédiatement l'offre et déménage sur le champ à Göttingen avec sa famille. Comme à Berlin, la demeure des Dirichlet à Göttingen est dotée d'un joli jardin, où ils installent un kiosque sous lequel ils peuvent se réunir et vivre leur vie sociale. Rebecka, qui souhaite sans doute revivre les merveilleuses années de sa jeunesse dans la maison berlinoise des Mendelssohn, organise de grandes fêtes où les invités ne manquent de rien, surtout pas de musique de qualité, comme celle qu'offrent la pianiste Clara Schumann et le violoniste Joseph Joachim. Même le mathématicien Richard Dedekind — excellent violoniste et pianiste — joue quelques valses au piano.
Dirichlet apprécie son séjour à Göttingen, car sa charge d'enseignement allégée lui permet de consacrer plus de temps à la recherche et de rester en contact étroit avec la jeune génération, en particulier Richard Dedekind et Bernhard Riemann, qui sont à l'époque les assistants du physicien Wilhelm Eduard Weber. Il peut obtenir un traitement annuel pour Riemann afin de le retenir à Göttingen. Dedekind, Riemann, Moritz Cantor et Alfred Enneper, bien que docteurs, assistent à ses leçons. C'est Dedekind qui, par la suite, éditera et publiera les conférences de Dirichlet, ainsi que d'autres résultats en théorie des nombres, sous le titre Vorlesungen über Zahlentheorie (Conférences en théorie des nombres),.

### Le déclin
Durant l'été 1858, Dirichlet effectue un voyage à Montreux pour rédiger dans le calme une œuvre sur l'hydrodynamique et préparer un discours commémoratif sur Gauss à la Société royale des sciences de Göttingen. Malheureusement, durant son séjour, il est victime d'une attaque cardiaque et reste en convalescence pendant plusieurs jours. Profondément affaibli, il retourne à Göttingen où, apparemment il se rétablit. Le 1er décembre 1858, alors qu'il semble avoir vaincu son grave problème de santé, Rebecka décède subitement. Avec sa mort, Dirichlet perd son principal soutien. Son neveu Sebastian Hensel lui rend visite et transmet plus tard par écrit les sentiments qui l'ont submergé : « L'état de santé de Dirichlet était désespéré, il savait parfaitement ce qui était en train de lui arriver, mais faisait face à la mort avec calme, ce qui me parut édifiant ». Il meurt le 5 mai 1859, un jour avant le décès, à 90 ans, de son fidèle ami Alexander von Humboldt. C'est Wilhelm Weber qui sera le tuteur des enfants de Dirichlet encore mineurs. La mère de Dirichlet, qui résidait chez lui depuis longtemps, vivra dix ans de plus et mourra centenaire. Aujourd'hui, on peut encore voir la tombe de Rebecka Mendelssohn et Gustav Lejeune Dirichlet à Göttingen. À la mort de Dirichlet, Bernhard Riemann lui succède et occupe le poste vacant à l'université de Göttingen jusqu'en 1866, poursuivant le chemin tracé par ses deux éminents prédécesseurs,.

## Recherches mathématiques

### Théorie des nombres
La théorie des nombres était ce qui intéressait le plus Dirichlet. C'est un domaine dans lequel il a démontré plusieurs résultats profonds , ce qui l'a conduit à introduire des outils fondamentaux, dont beaucoup sont aujourd'hui associés à son nom. En 1837, dans le théorème de la progression arithmétique, il utilisa des concepts d'analyse mathématique pour aborder un problème algébrique, créant ainsi la théorie analytique des nombres. En démontrant ce théorème, il introduisit les caractères de Dirichlet et les fonctions L,. En outre, il a remarqué la différence entre la convergence absolue et la semi-convergence des séries et leur impact dans ce qu'on a appelé plus tard le théorème de réarrangement de Riemann. En 1841, il généralisa son théorème des progressions arithmétiques sur l'anneau des entiers à l'anneau des entiers de Gauss {\displaystyle \mathbb {Z} [i]}.
Dans plusieurs articles en 1838 et en 1839, il a démontré la première formule de nombre de classes, pour les formes quadratiques (plus tard améliorée par son étudiant Kronecker). La formule, que Jacobi qualifia de « summum de la perspicacité humaine »[réf. souhaitée], a ouvert la voie à des résultats similaires dans des corps de nombres plus généraux. Fondé sur ses recherches de la structure du groupe des unités d'un anneau d'entiers quadratiques, il a démontré le théorème des unités de Dirichlet, un résultat fondamental en théorie algébrique des nombres.
Il a inventé le principe des tiroirs, dit parfois « principe de Dirichlet », dans la démonstration d'un théorème d'approximation diophantienne, aujourd'hui appelé théorème d'approximation de Dirichlet. Il a publié des contributions importantes sur le dernier théorème de Fermat, pour lequel il a démontré les cas n = 5 et n = 14, ainsi que sur la loi de réciprocité quartique (ou bicarrée) (en). Le problème du diviseur de Dirichlet (en) reste un problème ouvert en théorie des nombres, malgré de nombreuses tentatives.

### Analyse

Dirichlet a trouvé, et démontré, les conditions de convergence pour une décomposition en série de Fourier. Sur le graphique: les quatre premières approximations de la série de Fourier pour une onde carrée.

Inspiré par le travail de l'un de ses mentors parisiens, Dirichlet a publié en 1829 un mémoire célèbre qui donne des conditions sur les fonctions afin de déterminer si la série de Fourier converge. Avant lui, non seulement Fourier, mais aussi Poisson et Cauchy avaient tenté sans succès de trouver une preuve de convergence rigoureuse. Le mémoire met en évidence une erreur de Cauchy et présente un test, appelé aujourd'hui test de Dirichlet, pour la convergence des séries. La fonction de Dirichlet, introduite dans cet article, est un exemple de fonction non intégrable (le concept d'intégrale définie étant encore embryonnaire à l'époque) et, dans la démonstration du théorème, l'auteur introduit le noyau de Dirichlet et l'intégrale de Dirichlet. Dirichlet a également étudié le problème aux limites, pour l'équation de Laplace, démontrant l'unicité de la solution; depuis, on appelle problème de Dirichlet ce type de problème en théorie des équations aux dérivées partielles.

### Introduction du concept de fonction
Alors qu'il essayait d'évaluer le domaine des fonctions pour lesquelles la convergence de la série de Fourier peut être démontrée, Dirichlet a été amené à définir une fonction par la propriété « à tout x correspond un seul y fini » et à restreindre son attention aux fonctions continues par morceaux. Sur cette base, on lui attribue l'introduction du concept moderne de fonction, alors qu'avant lui une fonction était vue comme une formule analytique vague.

### Autres domaines
Dirichlet a également travaillé en physique mathématique, en donnant des cours et en publiant des travaux de recherche en théorie du potentiel, en théorie de la chaleur et en dynamique des fluides. Il a amélioré les travaux de Lagrange sur les lois de conservation en montrant que la condition d'équilibre est celle de la minimalité de l'énergie potentielle.
Bien qu'il n'ait pas beaucoup publié dans le domaine, Dirichlet a enseigné la théorie des probabilités et la méthode des moindres carrés, en introduisant des techniques et des résultats originaux, en particulier pour les théorèmes limites et pour la méthode d'approximation de Laplace qu'il a améliorée. D'ailleurs, la loi de Dirichlet et le processus de Dirichlet, fondés sur l'intégrale de Dirichlet, portent son nom.

## Honneurs
Dirichlet est devenu membre de certaines des plus grandes académies des sciences d'Europe, telles que l'académie des sciences de Paris, la Royal Society de Londres, l'académie royale des sciences de Suède, l'académie des sciences de Russie et l'académie royale des sciences de Prusse. Il reçoit plusieurs distinctions telles que l'Ordre du mérite des sciences et des arts, la croix Pour le mérite ou l'ordre bavarois de Maximilien.
Après sa mort, l'Académie de Berlin rend hommage à Dirichlet dans un discours commémoratif prononcé par le mathématicien Ernst Kummer le 5 juillet 1860. En outre elle ordonne d'éditer les œuvres complètes de Dirichlet. Le premier volume est édité par Leopold Kronecker et paraît en 1889. Après la mort de ce dernier, l'édition du second volume est complétée par le mathématicien Lazarus Fuchs et paraît en 1897,.